# Соларино
Соларино (итал. Solarino) — коммуна в Италии, располагается в регионе Сицилия, подчиняется административному центру Сиракуза.
Население составляет 7268 человек (на 2004 г.), плотность населения составляет 556 чел./км². Занимает площадь 13,01 км². Почтовый индекс — 96010. Телефонный код — 0931.
Покровителем коммуны почитается апостол Павел. Праздник ежегодно празднуется в 25 января и в первое воскресение августа.